# Csepregi Sándor

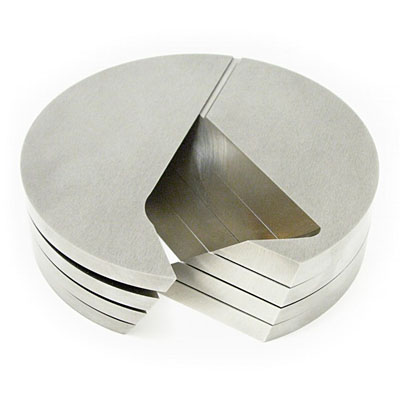
Csepregi Sándor: Társadalom, krómacél, szerelt tech., 1987, 140mm

Csepregi Sándor DLA (Budapest, 1950. június 26. –) belsőépítész, magyar szobrász, grafikus-, és éremművész.

## Életpályája
Főiskolai tanulmányai megkezdése előtt képzőművészeti stúdiumokat végzett. A belsőépítész diploma megszerzését követően is megmaradt képzőművészeti érdeklődése. Az építészet és a konstruktivista művészet összefonódik munkásságában. Az ipari technológiák felhasználásával készült kisplasztikái, érmei feltűnést keltettek az 1980-as években. Ekkoriban Csiky Tibor köré szerveződött fiatal művészekhez tartozott. Belsőépítészeti munkásságában fontos részt foglal el oktatói tevékenysége. 1982 – 2006 között Magyar Iparművészeti Főiskola, majd egyetem Építész Tanszék adjunktusa volt. Hajó-rekonstrukcióval és bútortervezéssel is foglalkozik. 2010 óta a NYME Faipari Mérnöki Kar Alkalmazott Művészeti Intézetének docense, a Formatervező Tanszék vezetője, a Formatervező BA szak felelőse.

### Tanulmányai
- 1977 - 1982 Magyar Iparművészeti Főiskola, Budapest.

Mesterei: Csík István, Csiky Tibor

## Kiállításai

### Csoportos kiállítások (válogatás)
- 1983 Országos Iparművészeti kiállítás, Műcsarnok, Budapest
- 1984 Rend '84, Józsefvárosi Galéria, Budapest
- 1985 Válogatás 40 év érmeiből, Helikon Galéria, Budapest
- 1985 Ungarische Graphik & Kleinplastik, Kulturhaus Marchwitza, Potsdam (NDK)
- 1985 Meditáció IV., Bartók 32 Galéria, Budapest
- 1985 Országos Érembiennále, Sopron
- 1986 Az Országos Érembiennále díjazottainak kiállítása, Lábasház, Sopron
- 1987 Országos Érembiennále, Sopron
- 1987 Rend '87, Józsefvárosi Galéria, Budapest
- 1987 FIDEM – kiállítás Colorado Springs (USA)
- 1989 Országos Érembiennále, Sopron
- 1989 Meditáció VII., Műcsarnok, Budapest, Győr
- 1990 Izlozsba na pleketi, Magyar Intézet, Szófia
- 1990 Meditáció VIII., Megyei Művelődési Központ Galéria, Paks
- 1991 Meditáció IX., Bartók 32 Galéria, Budapest
- 1996 Belsőépítészet, Vigadó Galéria, Budapest
- 2006 15 éves a Magyar Képzőművészek és Iparművészek Szövetsége Érem Szakosztálya, Árkád Galéria, Budapest

## Díjai, elismerései (válogatás)
- 2011 Ferenczy Noémi-díj
- 1985 Országos Érembiennále, Sopron
- 1985 Győri Acélszobrász Szimpozium Győr város alkotói díja
- 1986 Győri Acélszobrász Szimpozium Győr város alkotói díja
- 1987 Művészeti Alap nívódíja

## Közintézmények, alkotásaival (válogatás)

### Gyűjtemények
- Magyar Nemzeti Galéria, Budapest
- Graphisoft, Budapest
- Liszt Ferenc Múzeum, Sopron
- Xantus János Múzeum, Győr

### Középületek
- Fregatt Söröző – belsőépítészet terv 1985, Budapest)
- KOLPING – Családi Üdülő- és Képző Központ (1994, Alsópáhok/Hévíz)
- Graphisoft székház – belsőépítészet terv, és nagyméretű mozaikkép (1998, Budapest).